# Henie (inslagkrater)
Henie is een inslagkrater op de planeet Venus. Henie werd in 1991 genoemd naar de Noorse kunstschaatsster en filmactrice Sonja Henie (1912-1969).
De krater heeft een diameter van 70,4 kilometer en bevindt zich in het noorden van het gelijknamig quadrangle Henie (V-58).